# 薄翅螳
薄翅螳（學名：Mantis religiosa，又稱歐洲螳螂）是螳螂科的一種大型半變態昆蟲，也是螳螂目中最大的科。牠們的俗名「祈禱螳螂」源於其前腿的獨特姿勢，看起來像是在祈禱。無論雄性還是雌性，牠們都有細長的身體和兩對翅膀。所有螳螂目昆蟲的最顯著特徵是非常靈活的三角形頭部，具有大複眼和高度改造的前腿（捕捉腿），非常適合捕捉和固定快速移動或飛行的獵物。
在德國，根據1998年的評估，薄翅螳被列為瀕危物種，不應被捕捉或飼養作為寵物。全球範圍內，根據國際自然保護聯盟的評估，其保護狀況為無危。

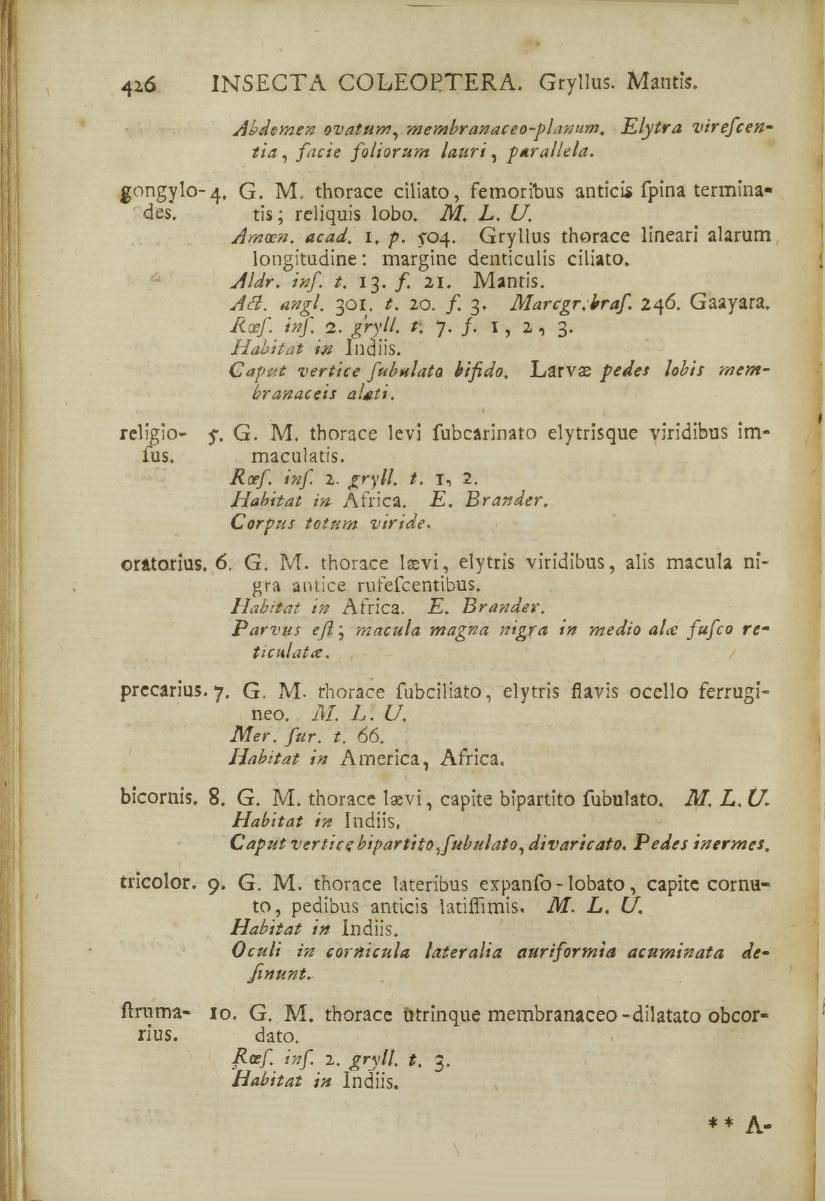
包括薄翅螳在內的幾種螳螂原始描述的複本，於1758年由卡爾·林奈描述為Gryllus (Mantis) religiosus。

## 解剖結構
雌性通常比雄性更大更重（7-9厘米對6-7厘米），但雄性的觸角和眼睛比雌性大。除了前向的複眼，頭部還有簡單眼（單眼），這三個背側單眼在雄性中比在雌性中更加明顯。雄性通常更活躍且敏捷，而雌性則更強壯。成年雌性通常太大太重，無法利用翅膀起飛。

## 色彩變化
薄翅螳的顏色變化很大，有不同的黃色、棕色、綠色，有時甚至是黑色。.儘管對顏色變化的原因、好處或機制進行了許多假設和研究，但至今沒有被普遍接受的答案。

## 分佈
薄翅螳分佈於歐洲、亞洲、非洲以及北美洲（在北美洲被認為是引進種）。在德國有兩個穩定的群體，一個在萊茵蘭-普法爾茨，另一個在巴登-符騰堡。近年來，北歐（如拉脫維亞、愛沙尼亞）也報告了更多的分佈情況。儘管在英國島嶼上缺席，但在海峽群島上有記錄其繁殖，特別是在澤西島上有豐富的群體，這表明其範圍可能擴展到大不列顛。

## 繁殖
螳螂的求偶與交配行為一直以其獨特性受到科學家的關注。不同種類之間也有明顯差異。就薄翅螳這一物種來說，它的求偶和交配過程可以分為兩個階段：初步求偶階段，是指雄螳螂首次發現目標雌螳螂開始視覺接觸，至首次物理接觸為止。其次是正式交配階段，從雄螳螂實質接觸開始，直到將精囊成功植入雌螳螂腹中為止。
只經過最後一次蛻變成為成蟲後的數天時間內，螳螂就開始展現出對異性的興趣，這標誌著它們已經達到了性成熟。觀察發現，雄螳螂在一天中溫度最高的時候，較易受到雌螳螂的吸引。這可能是因為在高溫環境下，雌螳螂身上的信息素含量會更高，揮發速度也更快。與此同時，作為一種嗜熱昆蟲，高溫也正是雄螳螂活躍程度最高的時候。
成熟的雄螳螂在看到成熟的雌螳螂後，會主動向她們示好，但由於體型上處於劣勢，雄螳螂在靠近雌螳螂時面臨一定難度。一旦被雌螳螂發現，有可能遭到攻擊或殺害（有關詳情請參見「性食同類」現象）。因此，雄螳螂在靠近雌螳螂時，往往會採取非常緩慢和隱蔽的方式。一旦發現雌螳螂，雄螳螂通常會立即靜止不動，並直接面向雌螳螂。由於雄螳螂的眼睛位於頭部中央，這樣可以使他能夠最準確地了解雌螳螂的一舉一動，從而做出正確應對。整個交配行為需要很高的技巧性。然後，雄螳螂會從雌螳螂的後面靠近。當雌螳螂轉頭或移動時，雄螳螂會立即停止動作。螳螂對移動的目標非常敏感，但幾乎無法看見靜止不動的物體。利用這種「停-走」的策略，雄螳螂可以悄悄接近雌螳螂。這通常需要幾個小時的時間。根據不同環境，雄螳螂有時還會顯現出輕微的「搖擺」動作，這被認為是模仿周圍植被葉片的樣子，從而可以很好地隱蔽自己。採取這樣的行為，雄螳螂的發現和受襲概率並沒有增加，這進一步驗證了它們這種行為是為了隱蔽的假設。

## 幼蟲發育

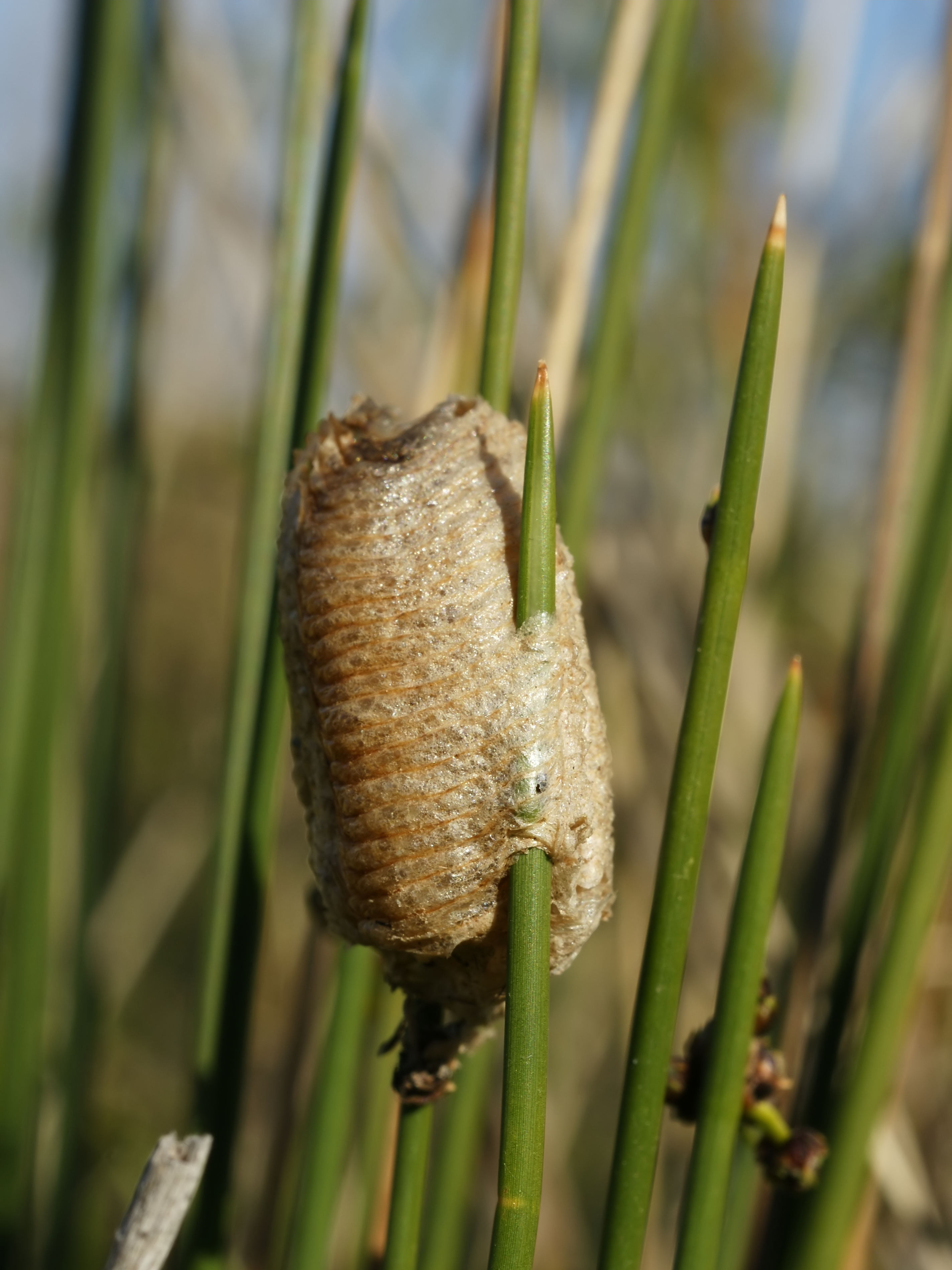
薄翅螳的卵鞘

螳螂交配後的產卵間隔，取決於雌螳螂營養攝入量和整體健康狀況。一般來說，雌螳螂需要約11天來形成並產下一個卵袋，每個卵袋內含有大約100到200枚卵。 交配通常在九月或十月進行，但卵會進入休眠狀態渡過冬天。直到來年春天，隨著環境條件（如溫度達17°C以上）和適度濕度）的滿足，卵才會孵化成為L1期幼螳。雌螳螂喜歡選擇光線充足、基質堅硬的地方將卵產下。同一卵袋內的卵，往往會在同一時間孵化成為像毛毛蟲似的L1期幼螳。孵化通常發生在早晨。
L1期僅持續很短時間。新出現的L1期幼螳已經具備成螳體形，但體型僅成螳體的十分之一。由於缺乏足量適齡食物或環境條件不佳，這一時期只有很少幼螳（約10%）能生存下來。
L2-L6期平均每個時期約14天，每次蛻皮後體長增加6毫米。L7期幼螳體型更加成熟，翅膀上也長出膜。L8期生長速度與L7期相同。經最後一次蛻變後成為成熟的成螳。儘管薄翅螳從未觀察到超過8次蛻皮，但雌螳通常需要比雄螳多一次蛻變的過程。與薄翅螳體型更大的分類群相比，它們的蛻變期次數可能在9-11次之間。這充分體現了兩性間的生理結構差異。。

## 性食同類

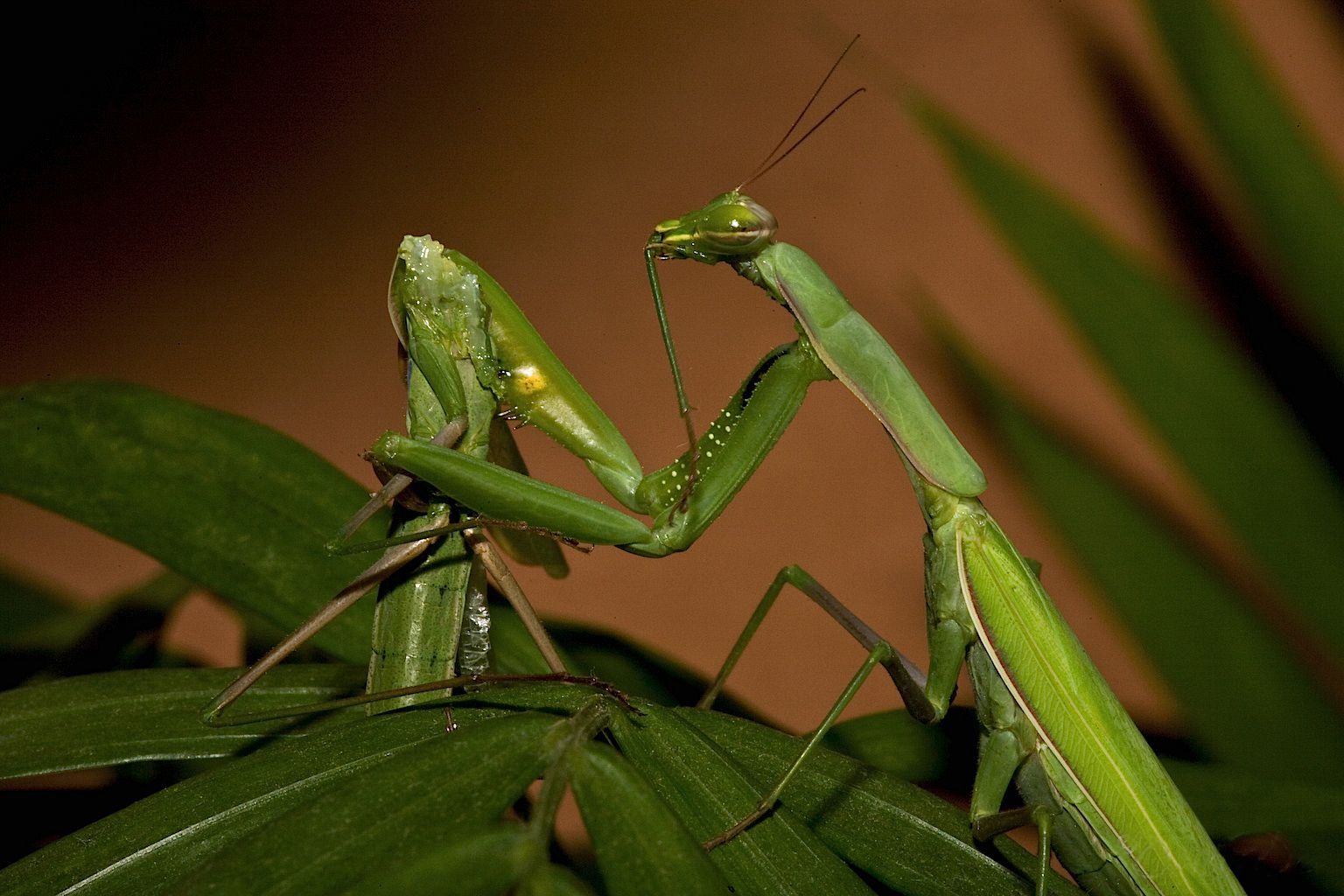
螳螂的性同類相食

在交配之後、交配期間，甚至交配之前，對同類進行攻擊並吞食的現象被稱為性食同類。在各種無脊椎動物群體中，包括螳螂，都有許多這種行為的例子。儘管對這種行為的益處有一些推測，但其原因尚未完全理解。
過去，人們普遍認為薄翅螳的性同類相食現象僅在圈養環境中發生，認為這是由於不正確的飼養條件（如食物或空間不足）所致。然而，在1992年，一項田野考察觀察到了雌性薄翅螳的同類相食行為。有科學家比較了自然配對和在田野中將雄性和雌性放在一起的操控配對中的同類相食百分比，發現其比例分別為31%和24%。這證明了這種螳螂的性同類相食並不是由實驗室條件引起的。然而，實驗室條件可以加劇這一現象；餓了超過三天的雌性更有可能攻擊雄性，甚至在交配之前就會攻擊。 雖然在交配前的同類相食仍然令科學家困惑，但對於性同類相食的益處的一些理論包括：
- 吃掉她的配偶可以為雌性提供營養，這樣她就不必去捕獵。她獲得了一個比她通常捕獵方式能夠捕獲的獵物還要大的食物來源。
- 這次進食通常發生在她受精期間或之後不久，這給予她更多的資源來更快地生產大量的卵鞘，使得她的後代生存機會增加。雄性也被發現更容易被體型較重、營養良好的雌性吸引。[7]

乍看之下，這種行為對雄性薄翅螳似乎並沒有太大的好處，因為他死後無法再用他的遺傳物質產生更多的後代，但雄性通常不會多次交配。雄性的壽命比雌性短（7-8個月對比11-12個月），而且由於九月和十月食物可能開始變得稀少，雄性可能在再次交配前就會餓死。當發生同類相食時，交配的時間也會更長。這似乎有利於在這延長的時間內轉移更多的精子，並額外為雌性提供營養。這樣做，雄性薄翅螳可能只傳遞他的基因一次，但他可以「確保」他的後代成功，因為它們來自營養良好的雌性。
然而，關於這一理論存在一些爭議。缺乏複雜的展示行為並不支持雄性的這種「無私」行為。科學家也觀察到雄性更有可能靠近正在進食或清理自己的雌性。在這些情況下，靠近的速度也更快。雄性似乎在非常積極地避免被同類相食。
性同類相食如此頻繁發生的另一個原因是，沒有頭的雄性仍然可以繼續甚至開始交配。大腦的神經節可能對交配反射有抑制作用。一旦通過移除頭部來移除它，交配可能會更長，因為雄性永遠無法「決定」放手。 一些螳螂在雙方頭部被人工移除後也可以開始交配。被斬首的動物可以存活長達五個小時，通常在失血過多或餓死後才會死亡。

## 捕食

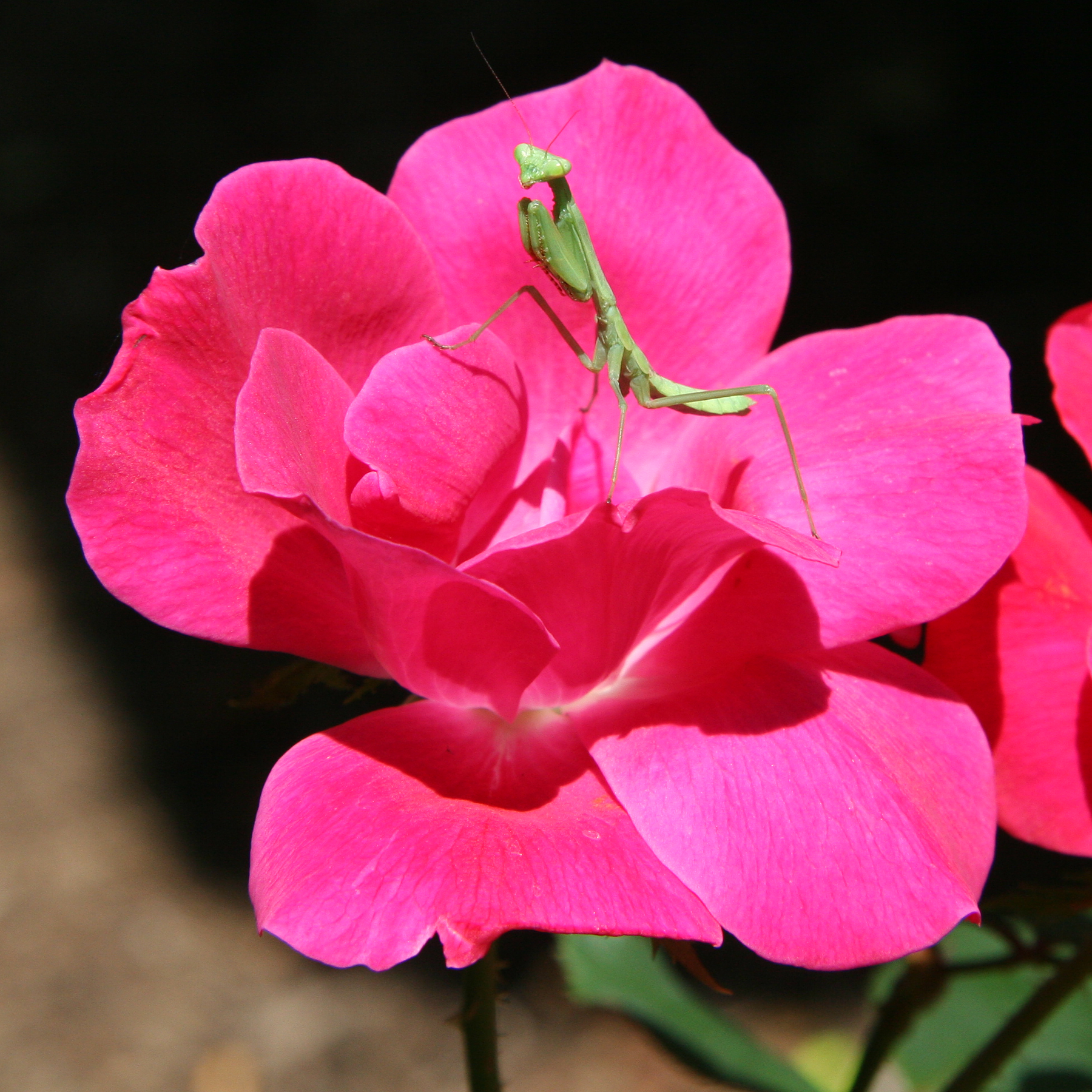
薄翅螳利用玫瑰花作為有利位置捕食獵物

薄翅螳是一種肉食性的伏擊捕食者，牠們會積極掃描周圍環境，捕食那些不太大且能夠被其迅速伸展的捕捉腿捕捉到的大部分昆蟲。只有活的和移動的獵物會被捕捉並立即用其強大的下顎消耗掉。 螳螂似乎特別喜歡捕食蚱蜢，這可能是因為牠們的移動方式（飛行或跳躍）， 但蟋蟀和蟑螂也經常成為牠們的獵物。攻擊或消耗軟體動物、園蛛、多足綱或貧毛綱的行為也不罕見。被捕捉到的獵物會被夾在股骨和脛骨上的刺之間，從而被固定住。然後螳螂開始吃仍然活著且最好在移動的獵物。一些年前，一般認為牠們在消耗獵物之前會先咬斷其頸部，但現在的觀察並不支持這一觀點；這些動物只是從最接近口部的身體部位開始吃。

## 視覺系統
薄翅螳大大的複眼佔據了其頭部的大部分範圍，這表明視覺對這種昆蟲而言非常重要。牠們的捕獵行為和性互動幾乎完全依賴於視覺和對移動的檢測。若沒有高水平的時間分辨率，無法在空中捕捉快速飛行的獵物。在這裡，定位獵物的方向和距離是至關重要的。
薄翅螳的眼睛是並列眼，具有八種類型的感光細胞，因此最適合日間視覺。 一個成年螳螂的複眼由8,000到10,000個光學隔離的小眼組成，外周的小眼間夾角為2°，中央凹的小眼間夾角為0.7°。 昆蟲的小眼間夾角從幾十度到蜻蜓的0.24°不等，這使得螳螂在空間解像度上處於較高的水平。 幼蟲的雙眼視覺重疊區域為40°，而成蟲則可達到70°。
眼中的假瞳孔是一個小而黑暗的區域，非常顯眼。當動物的頭部移動時，假瞳孔也會移動，代表了平行的小眼區域，這些小眼吸收入射光，所以看起來比眼睛的其他部分更暗。
觀察到的M. religiosa的探視行為被認為對距離測量和深度感知至關重要；頭部或整個身體在水平面上進行側向擺動來掃描環境。運動視差是一種深度提示，描述了當轉動頭部看著物體時，物體越近，移動越快，而更遠的物體看起來移動更慢。 被蒙住一隻眼睛的動物不會對獵物發起攻擊，這表明雙眼視覺是必不可少的，因為兩眼之間的信息差異也被用來估算距離。

## 亞種
- M. r. beybienkoi：分佈於哈薩克斯坦、塔吉克斯坦、蒙古、西伯利亞西部和俄羅斯遠東。
- M. r. caucasica：分佈於斯塔夫羅波爾。
- M. r. eichleri：分佈於衣索比亞、毛里塔尼亞、尼奧科羅-科巴、迦納、喀麥隆、肯亞、剛果、尼日、塞內加爾、索馬利亞、蘇丹、坦尚尼亞、多哥、辛巴威、布吉納法索、尚比亞和安那托利亞。
- M. r. inornata：分佈於印度、伊朗、尼泊爾和巴基斯坦。
- M. r. langoalata：分佈於烏茲別克斯坦。
- M. r. latinota：分佈於哈薩克斯坦。
- M. r. macedonica：分佈於北馬其頓。
- M. r. major：分佈於肯亞蒙巴薩。
- M. r. polonica：分佈於波蘭和俄羅斯。
- M. r. religiosa：分佈於非洲、北美洲（加拿大、美國）、歐洲和亞洲（尼泊爾），但不分佈於南美洲或澳大利亞。
- M. r. siedleckii：分佈於東南亞：台灣、泰國、馬來西亞、爪哇和蘇拉威西。
- M. r. sinica：分佈於中國、日本、韓國、緬甸和越南。

## 外部連結
- 维基共享资源上的相關多媒體資源：Mantis religiosa
- 維基物種上的相關：Mantis religiosa
- 薄翅螳的照片 （页面存档备份，存于）
- 一隻薄翅螳捕食各種昆蟲的影片 （页面存档备份，存于）